# Вулиця Маннергейма
Вулиця Маннергейма (фін. Mannerheimintie, швед. Mannerheimvägen) — одна з головних вулиць Гельсінкі, столиці Фінляндії. Попередником вулиці був старовинний тракт, що сполучав Гельсінкі з колишньою столицею Фінляндії — Турку. У 1942 році розташована на цьому місці вулиця Турку була перейменована на честь 75-річчя маршала Карла Густава Маннергейма.
Свій початок вулиця Маннергейма бере в центрі Гельсінкі від Шильнадської площі біля Шведського театру та крамниці Стокманн. Потім вулиця проходить декілька районів міста, і вже за межами Гельсінкі стає магістраллю, що веде до міст Гямеенлінна і Тампере. Серед будівель, розташованих на вулиці або його околицях виділяються: Будинок парламенту (Едускунта), поштамт Гельсінкі, музей сучасного мистецтва Кіасма, Концертний зал «Фінляндія», Національний музей і будівля Фінської національної опери. На вулиці встановлена відома скульптура «Три ковалі» (роботи Фелікса Нюлунда), а також кінна статуя Маннергейма перед музеєм Кіасма.